# 大衛·里斯達爾
大衛·里斯達爾（David Rysdahl，1987年—）是一位美国演员。他曾出演奇幻劇情電影《九日》（2020）、驚悚電影《無出口》（2022）以及傳記驚悚電影《奧本海默》（2023）。

## 早年生活和职业生涯
大衛·里斯達爾在明尼苏达州新烏爾姆长大，就读于大教堂高中。 他曾在危地馬拉從事公共衛生工作，不過他對演戲更興趣。